# Føl
Et føl er en hests unge. Ordet bruges også om andre dyrearters unger: girafføl, zebraføl, æselføl osv.
I overført betydning kan ordet også bruges om elever under oplæring, som følges med en vejleder.

## Ekstern henvisning
- Wikimedia Commons har flere filer relateret til Føl

| Dyr | Spire Denne artikel om dyr er en spire som bør udbygges. Du er velkommen til at hjælpe Wikipedia ved at udvide den. |